# أوكانسي مانديلا
أوكانسي مانديلا (بالفرنسية: Ocansey Mandela)‏ (2 فبراير 1990 - ) هو لاعب كرة قدم باركينسي في مركز جناح ‏. شارك مع منتخب بوركينا فاسو لكرة القدم. أما مع النوادي، فقد لعب مع أسفا ينينغا والنادي الرياضي الصفاقسي وسيوي سبورت دي سان بيدرو.

## وصلات خارجية
- أوكانسي مانديلا على موقع قاعدة بيانات كرة القدم.إي يو (الإنجليزية)
- أوكانسي مانديلا على موقع ناشيونال فوتبول تيمز (الإنجليزية)
- أوكانسي مانديلا على موقع Soccerway.com (الإنجليزية)